# Schlacht bei Bapaume
Weißenburg – Spichern – Wörth – Colombey – Straßburg – Toul – Mars-la-Tour – Gravelotte – Metz – Beaumont – Noisseville – Sedan – Sceaux – Chevilly – Bellevue – Artenay – Châtillon – Châteaudun – Le Bourget – Coulmiers – Amiens – Beaune-la-Rolande – Villepion – Loigny und Poupry – Orléans – Villiers – Beaugency – Nuits – Hallue – Bapaume – Villersexel – Le Mans – Lisaine – Saint-Quentin – Buzenval – Paris – Belfort

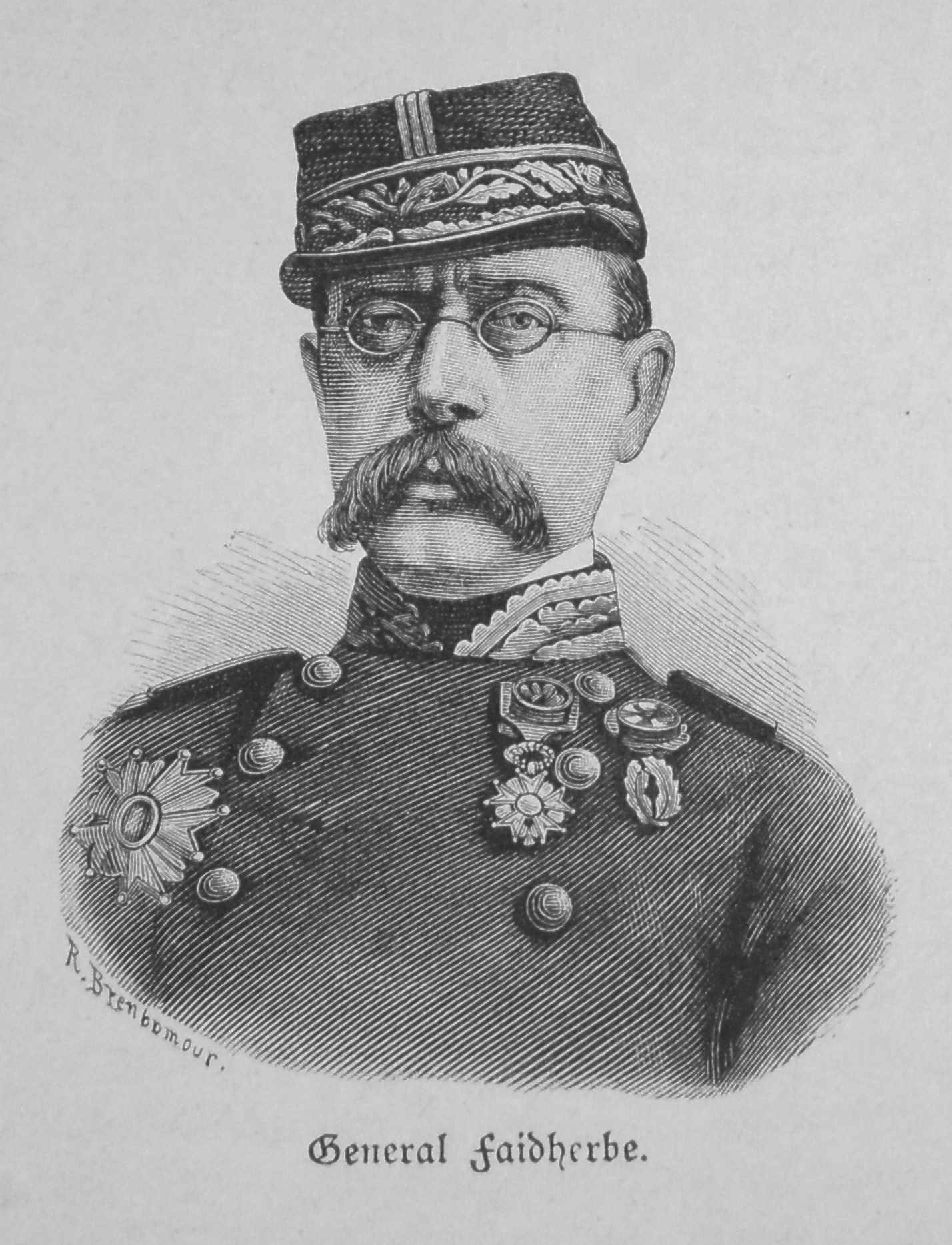
General Louis Faidherbe

Die Schlacht bei Bapaume fand am 3. Januar 1871 zwischen deutschen und französischen Truppen im Rahmen des Deutsch-Französischen Krieges im Norden Frankreichs statt. Die an Truppenzahl weit überlegenen Franzosen erreichten einen taktischen Erfolg, zogen sich aber nach der Schlacht unter Aufgabe ihrer Geländegewinne wieder zurück.

## Vorgeschichte
Nach der Einnahme von Amiens und Rouen begannen die deutschen Truppen mit der Belagerung der Festung Peronne, da sie die deutschen Nachschublinien im Norden Frankreichs bedrohte. Die Festung war der letzte französische Stützpunkt an der Somme. Mit einem Vorstoß wollte General Faidherbe, der Befehlshaber der französischen Nordarmee, Peronne entsetzen und die deutschen Truppen zurückdrängen. Nachteilig für die deutsche Seite war, dass man sowohl für Amiens als auch Rouen Truppen abstellen musste und auch die 16. Division unter General von Barnekow für die Belagerung von Peronne benötigte. Außerdem gab es kaum Informationen über die französischen Truppenbewegungen. 

### Vorgefecht bei Sapignies am 2. Januar
Bei ihrem Vormarsch stießen die französischen Truppen am 2. Januar 1871 bei Sapignies (nördlich von Bapaume) auf die 15. Division unter General von Kummer. Diese war zusammen mit einer weiteren Brigade nach der Schlacht an der Hallue den zurückweichenden Franzosen gefolgt und bis Bapaume vorgedrungen. Die Division Payen des französischen XXIII. Korps traf gegen Mittag beim Vormarsch auf die deutsche 30. Infanterie-Brigade unter General von Strubberg. Ein von Sapignies her eingeleiteter deutscher Gegenangriff stieß in Richtung auf Behagnies vor und nahm 240 Gefangene. Die Division Derroja des französischen XXII. Korps (General Lecointe) war schon gegen 9.30 Uhr vormittags bei Bienvillers auf die deutsche 3. Kavallerie-Division und die ihr zugeteilte Infanterie der 32. Brigade getroffen. Die Übermacht zwang die deutschen Truppen an diesem Flügelabschnitt zum Rückzug auf Miraumont, durch das zögerliche Vorgehen der Franzosen blieb es jedoch an diesem Tag bei diesem Erfolg.
Faidherbe plante für den Entsatz von Peronne am folgenden Tag dennoch die Offensive. Das XXIII. Korps unter General Paulze d’Ivoy  bildete den linken Flügel, während das XXII. Korps (General Lecointe) auf dem rechten Flügel zum Einsatz kommen sollte. Die Division Payen (XXIII. Korps) sollte ihren Angriff längs der Straße nach Bapaume erneuern, während die Division Robin über Favreuil angesetzt die Umfassung nach Osten ausführen sollte. Vom XXII. Korps hatte die Division Bessol hinter der Division Payen als zweites Treffen zu folgen. Dazu sollte sie von Bihucourt auf Biefvillers vorgehen, während auf dem äußeren rechten Flügel die Division Derroja von Achiet-le-Grand den Vormarsch auf Grévillers führen sollte. Die Festung Bapaume sollte durch dieses Zangenmanöver befreit werden.

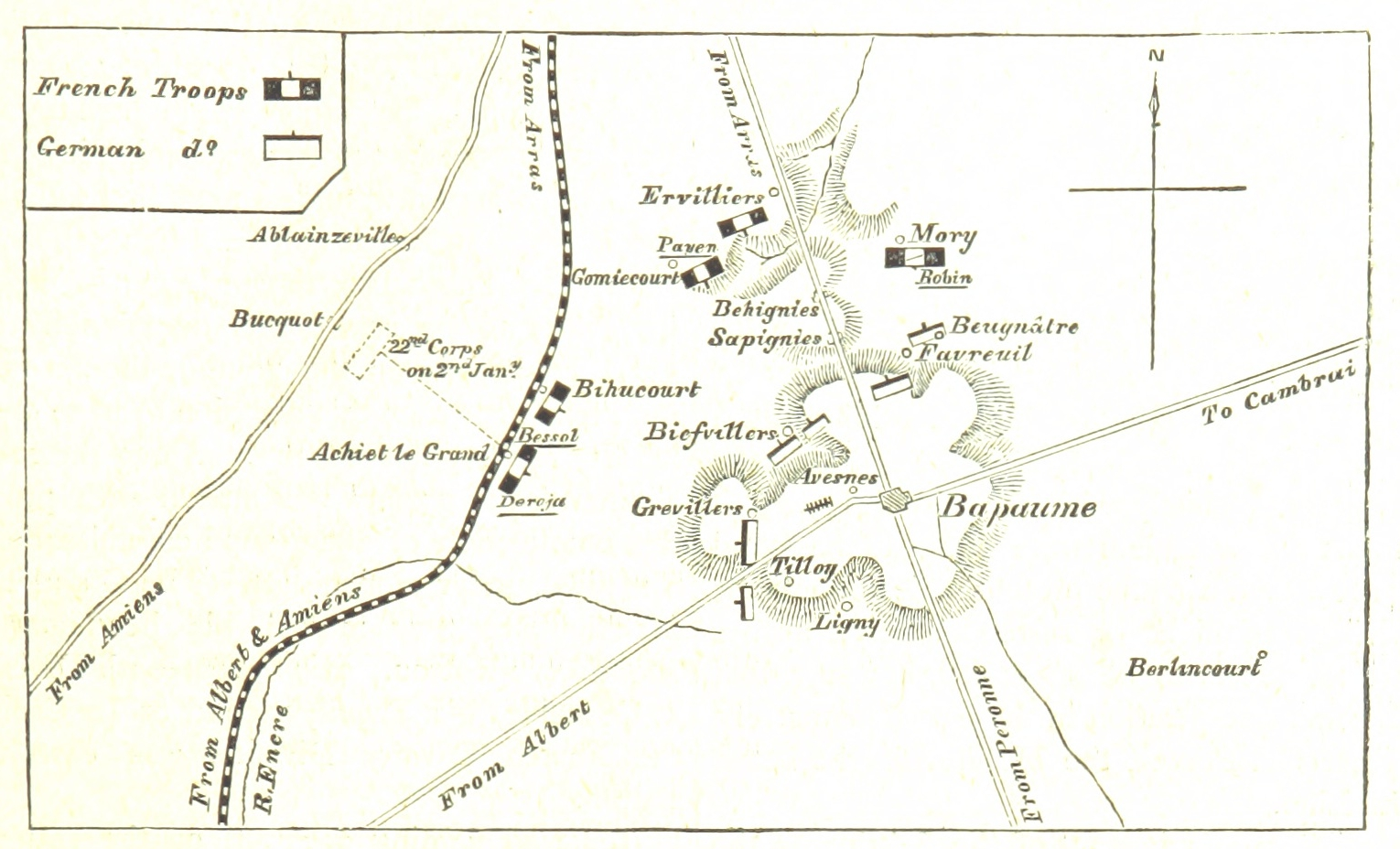
Skizze der Schlacht bei Bapaume

## Die Schlacht am 3. Januar

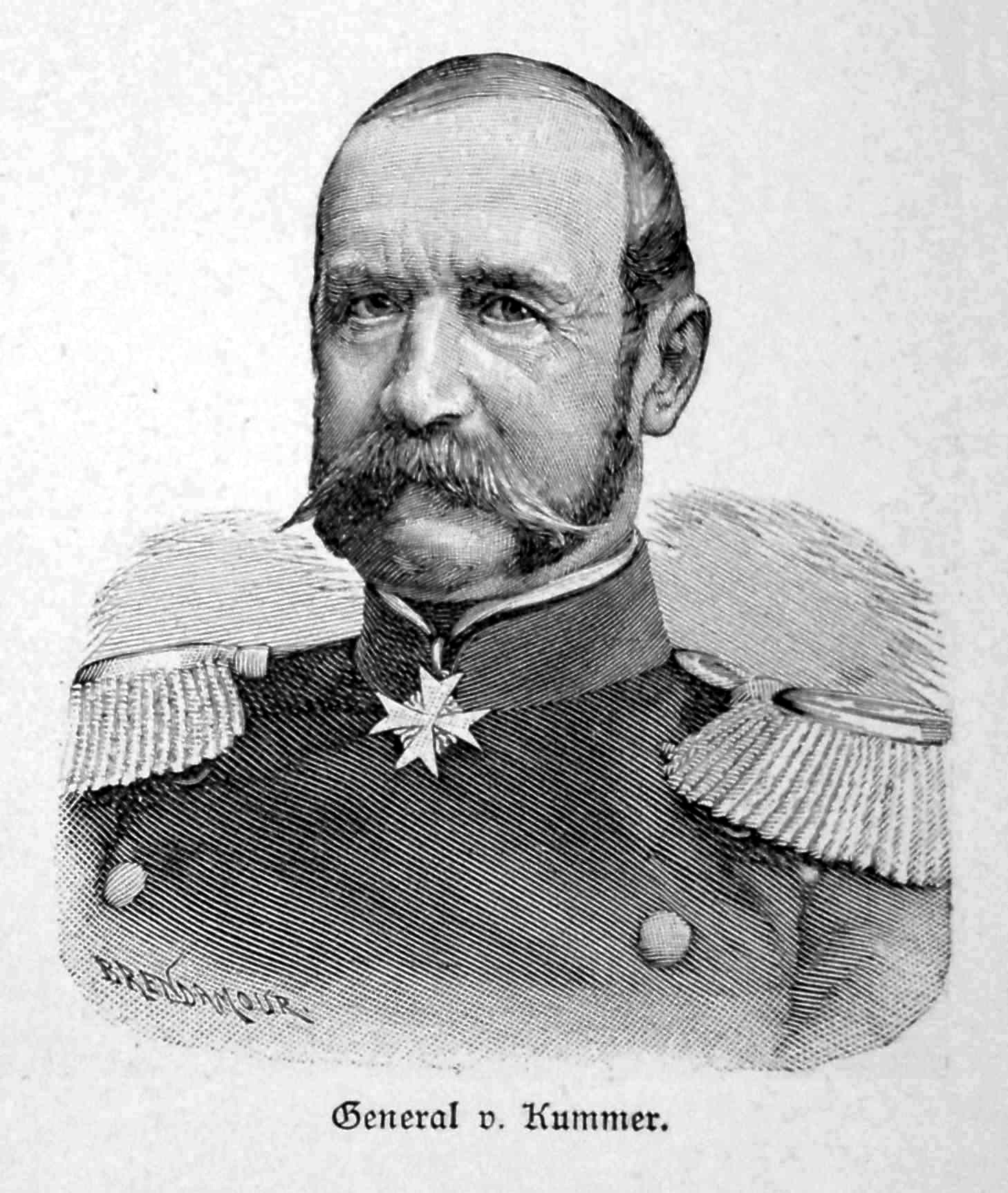
General Ferdinand von Kummer

Der Angriff begann am 3. Januar mit dem Vormarsch der Division Bessol auf Biefvillers. Die dort stehende 5. Kompanie zog sich aufgrund der feindlichen Übermacht nach Avesnes zurück. Weil damit die bei Favreuil stehenden Einheiten im Rücken bedroht wurden, erhielt das Regiment 33 den Befehl, Biefvillers zurückzuerobern. Es gelang zwar, den Ort größtenteils wieder in Besitz zu nehmen. Nach dem Eintreffen weiterer französischer Truppen musste man sich aber wieder zurückziehen. 
Die Division Derroja hatte inzwischen die 6. Kompanie aus Grevillers vertrieben und war bis an die Straße von Bapaume nach Albert vorgerückt.
Aufgrund der ungünstiger werdenden Lage und des starken französischen Artilleriefeuers zogen sich die deutschen Truppen zurück, um auf das Eintreffen von Verstärkungen zu warten. Ein Bataillon des Regiments 68 verblieb in St. Aubin und die 29. Brigade in Bapaume. Die übrigen Einheiten wurden südlich von Bapaume gesammelt.
Während es den Franzosen gelang, Avesnes und eine Vorstadt von Bapaume zu erobern, schlug der Angriff auf St. Aubin fehl. Auch mehrere Angriffe auf Bapaume selbst konnten abgewehrt werden. Daher begann die Division Derroja, Bapaume weiter zu umfassen. Im zweiten Anlauf gelang es, Thilloy zu erobern, während die inzwischen eingetroffene deutsche Verstärkung Ligny halten konnte.
Auch auf dem rechten deutschen Flügel traf Verstärkung ein. Ein Bataillon des Regiments 40 konnte Favreuil zurückerobern, musste sich aber wegen der isolierten Lage wieder zurückziehen. Ein anderes Bataillon des Regiments 40 konnte St. Aubin zurückerobern, welches zuvor geräumt werden musste.
Nun begannen die Deutschen, auch ihre linke Flanke zu stabilisieren. Einheiten des Regiments 69 begannen mit dem Angriff auf Thilloy. Später kamen noch zwei Kompanien des Regiments 68 hinzu. Die Franzosen räumten den Ort jedoch kampflos und auch Avesnes und die Vorstadt. Mit dem Einbruch der Dunkelheit endeten die Kampfhandlungen, die Franzosen hielten Bapaume noch immer von drei Seiten umfasst und lagerten im Kampfgelände zwischen Grevillers, Bihucourt, Favreuil und Beugnatre. Die Franzosen hatten an diesem Tag 53 Offiziere und 2066 Mann verloren, die deutschen Truppen 52 Offiziere und 698 Mann. Der Tag war unentschieden geblieben, obwohl die an Truppenzahl weit überlegenen Franzosen einen taktischen Erfolg erzwungen hatten.

## Folgen

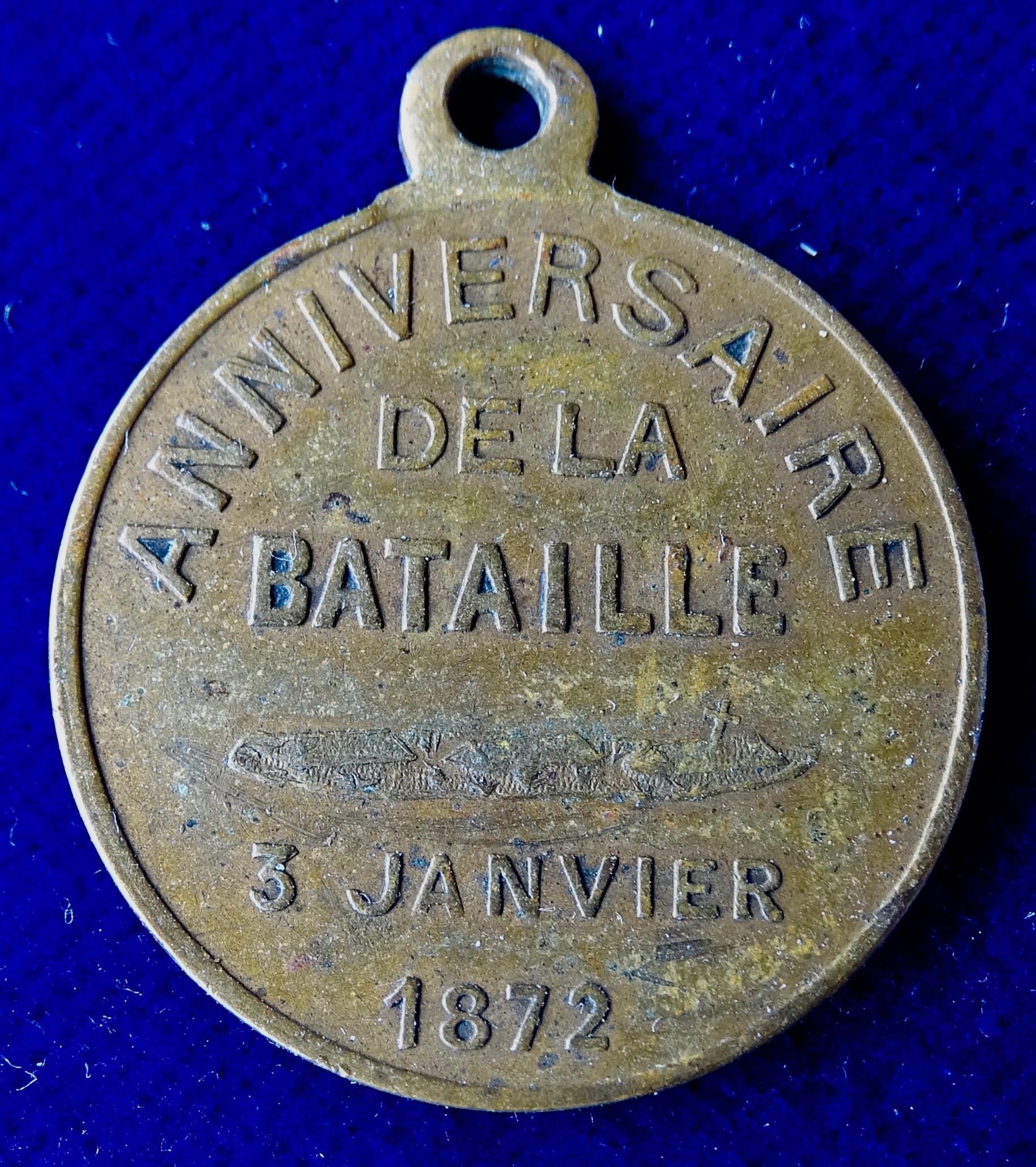
Schlacht von Bapaume, französische Erinnerungsmedaille 1872, Vorderseite

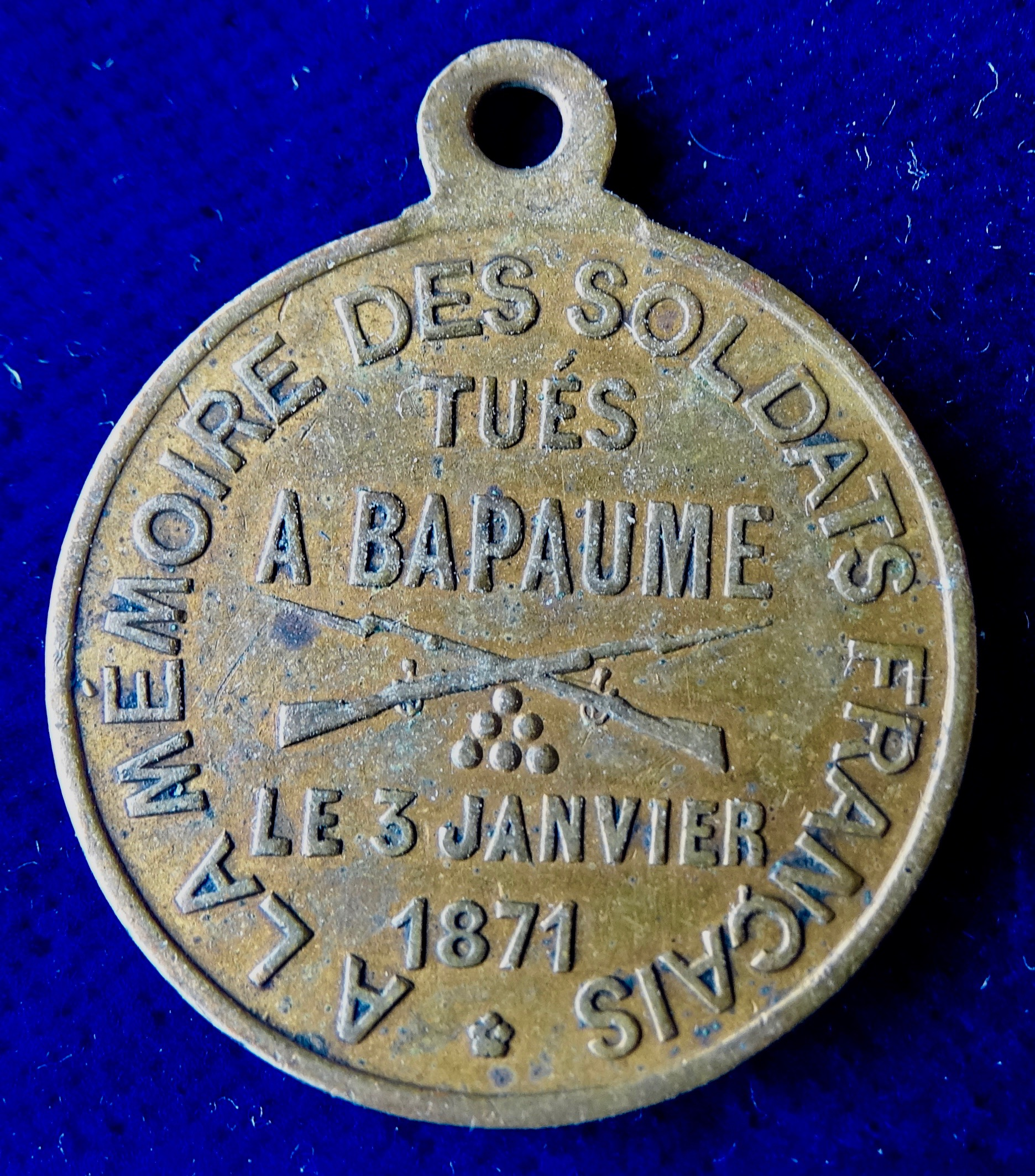
Schlacht von Bapaume, französische Erinnerungsmedaille 1872, Rückseite

Die 15. Division des Generals Kummer, an den Flügeln unterstützt durch das Detachement des Prinzen Albrecht von Preußen und der 3. Kavallerie-Division des Grafen von der Groeben, hatte der französischen Übermacht einen halben Tag lang widerstehen können. Aufgrund der Erschöpfung der deutschen Truppen und der nahezu verbrauchten Munition bereitete General von Goeben für den 4. Januar einen Rückzug hinter die Somme vor. Dieser wurde jedoch überflüssig, als in der Nacht ein Rückzug der französischen Truppen gemeldet wurde. General Faidherbe gab damit alle erreichten Geländegewinne wieder auf. Vermutlich war die Nordarmee nie näher an einem Sieg als bei Bapaume. Die Belagerung von Peronne konnte fortgesetzt werden und endete am 9. Januar mit der Kapitulation der Festung. Strategisch gesehen war die Schlacht von Bapaume damit ein Erfolg für die deutschen Truppen.

## Historische Quellen
- Bapaume. In: Meyers Konversations-Lexikon. 4. Auflage. Band 2, Verlag des Bibliographischen Instituts, Leipzig/Wien 1885–1892,  S. 347.
- Friedrich Engels: Über den Krieg, Transkription eines Textes aus der The Pall Mall Gazette Nr. 1842 vom 7. Januar 1871